# Triporteur
Pour les triporteurs motorisés, voir Moto cargo. Pour le film humoristique de 1957, voir Le Triporteur. Pour le livre duquel il est tiré, voir Le Triporteur (roman).

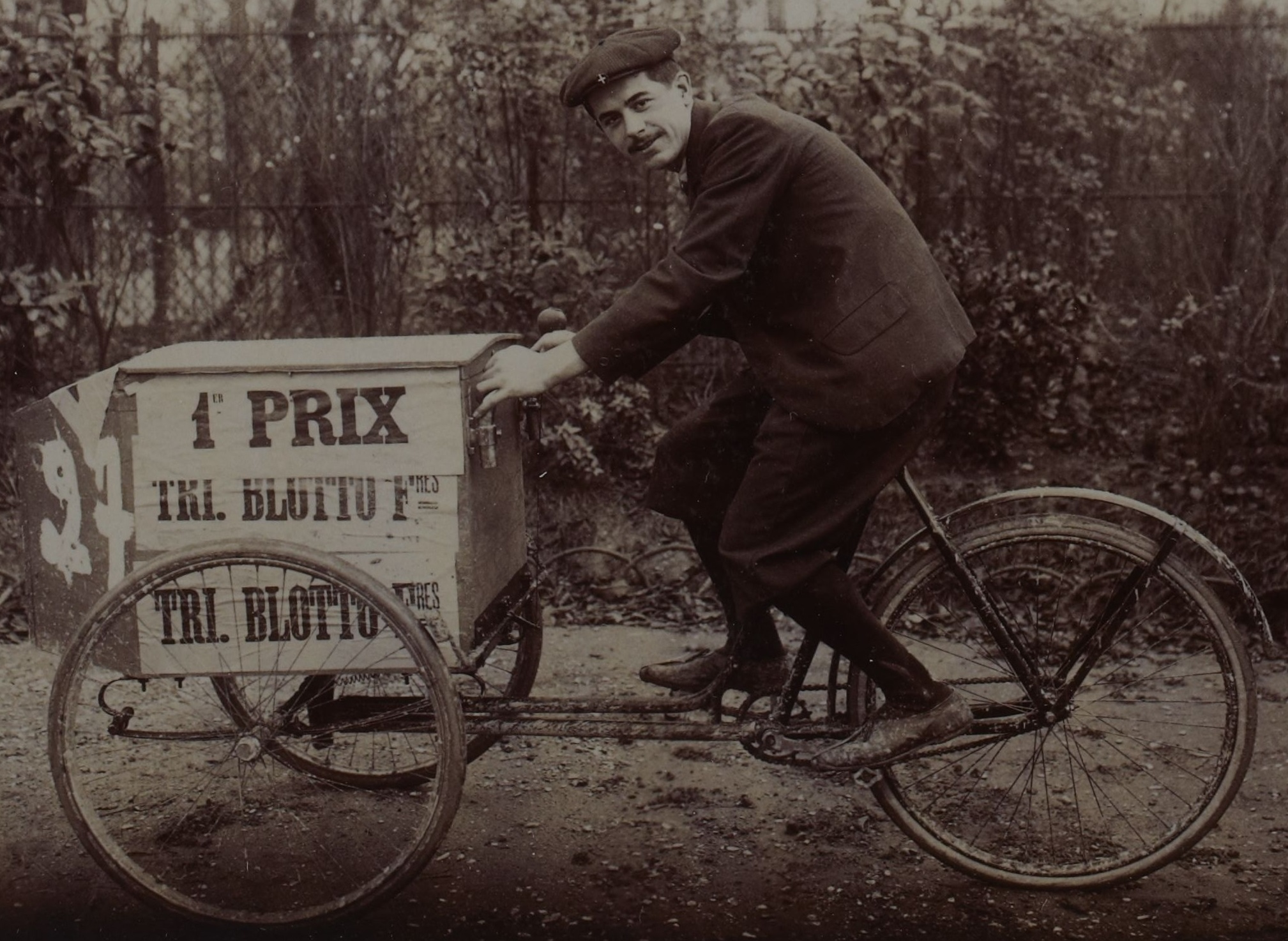
La course de triporteurs de Paris en 1900 (victoire de Lorgeou).

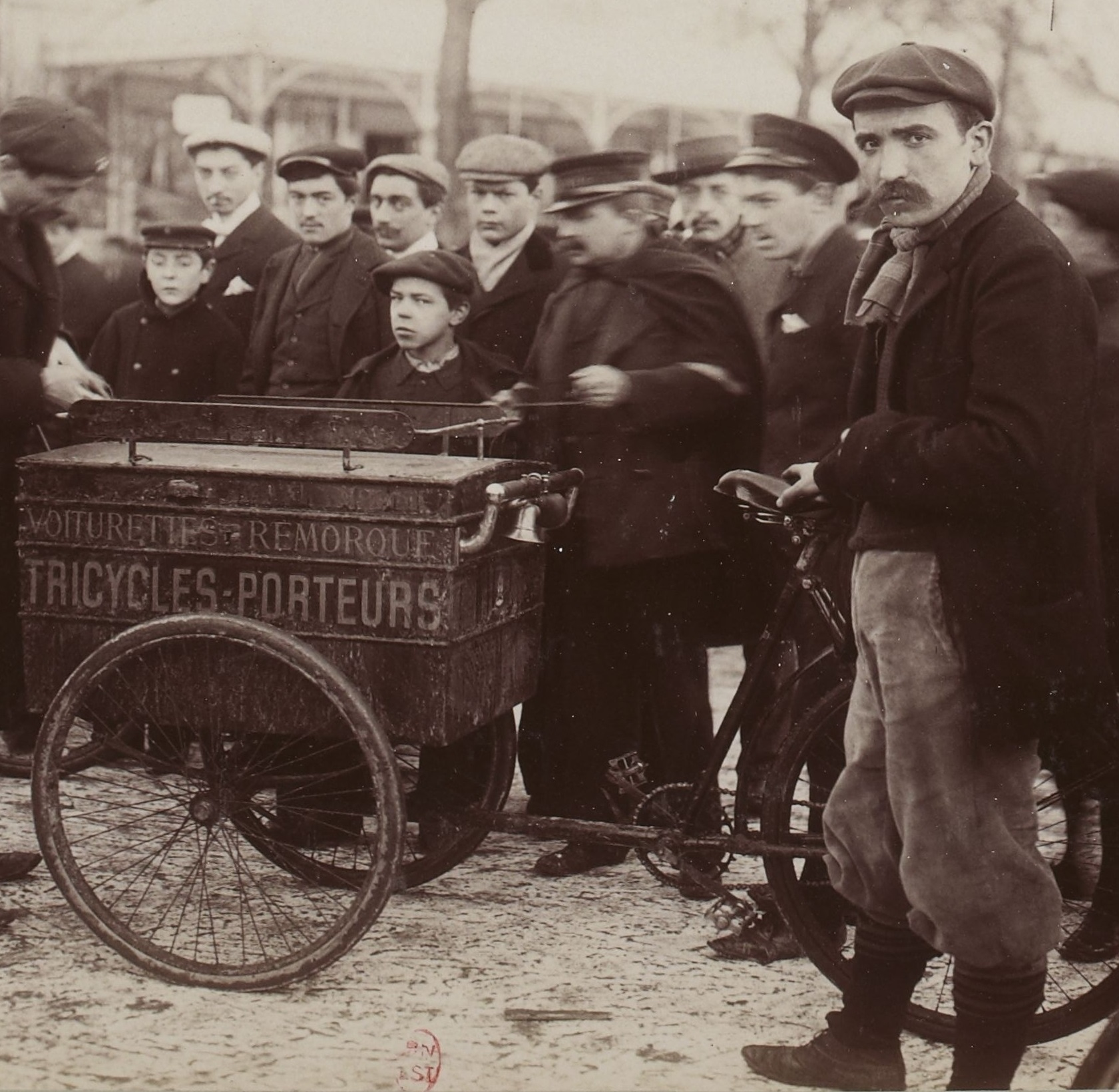
Triporteur participant à une autre course à Paris, en janvier 1902.

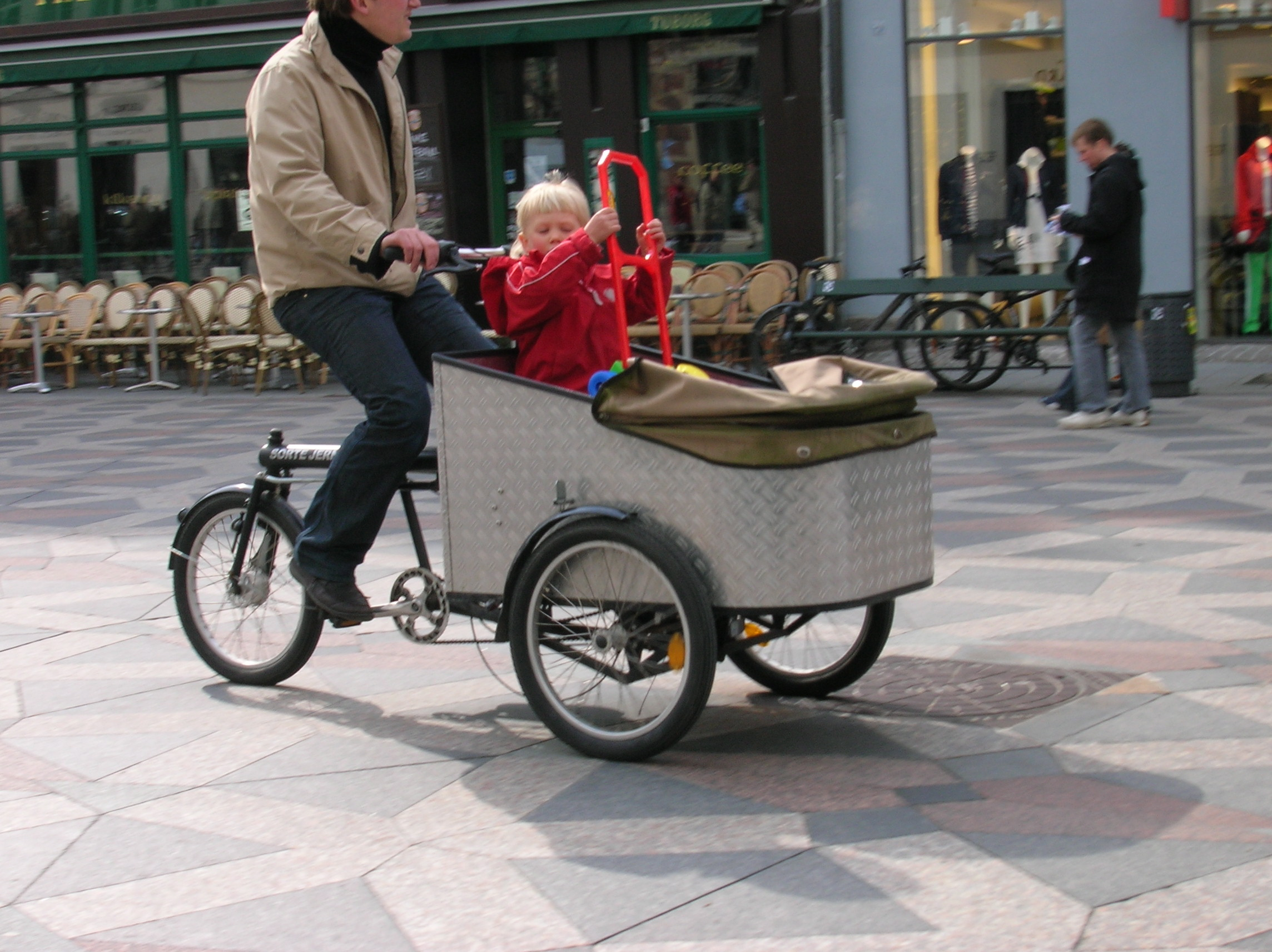
Triporteur, Danemark.

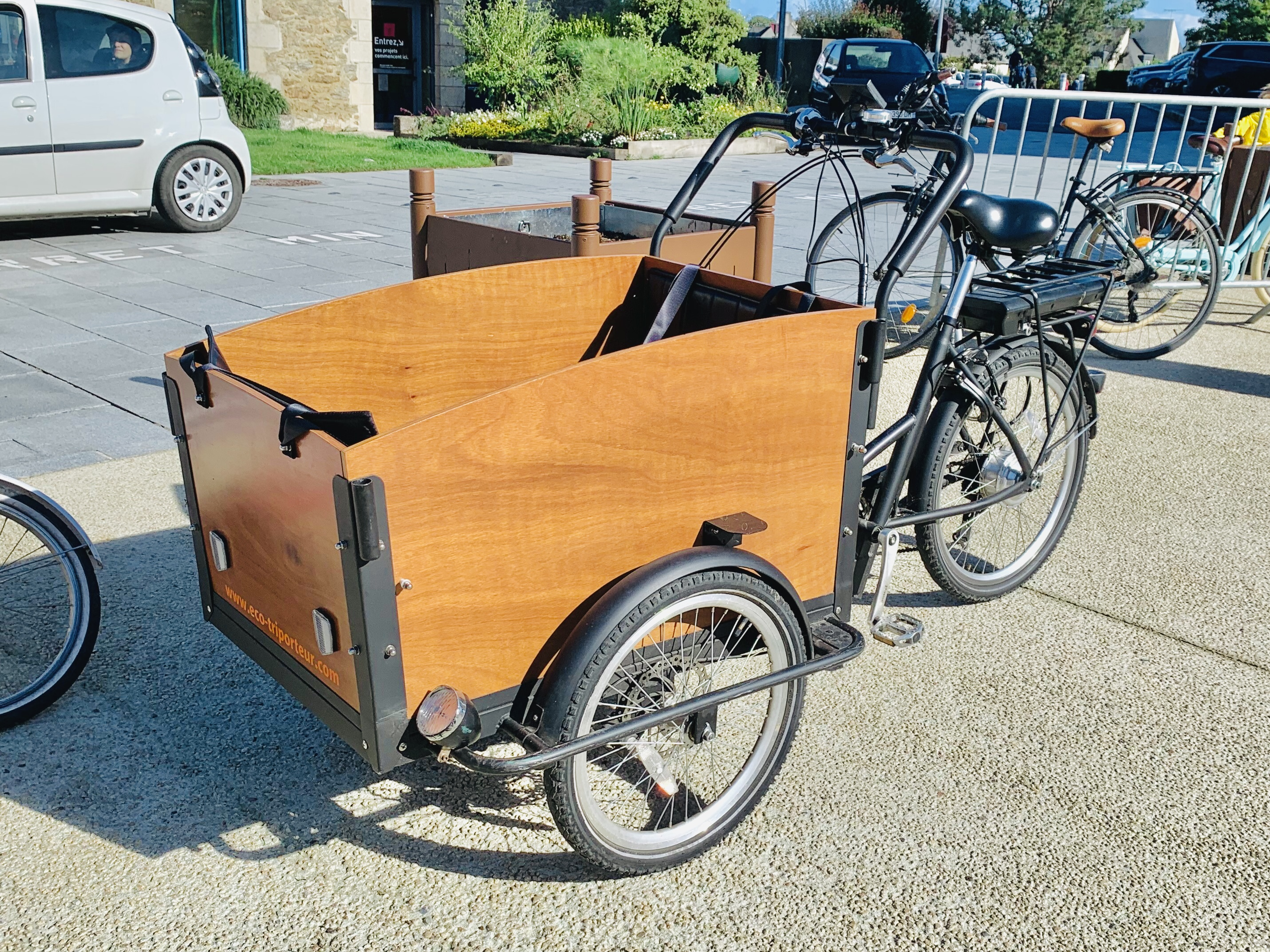
Un vélo triporteur à assistance électrique.

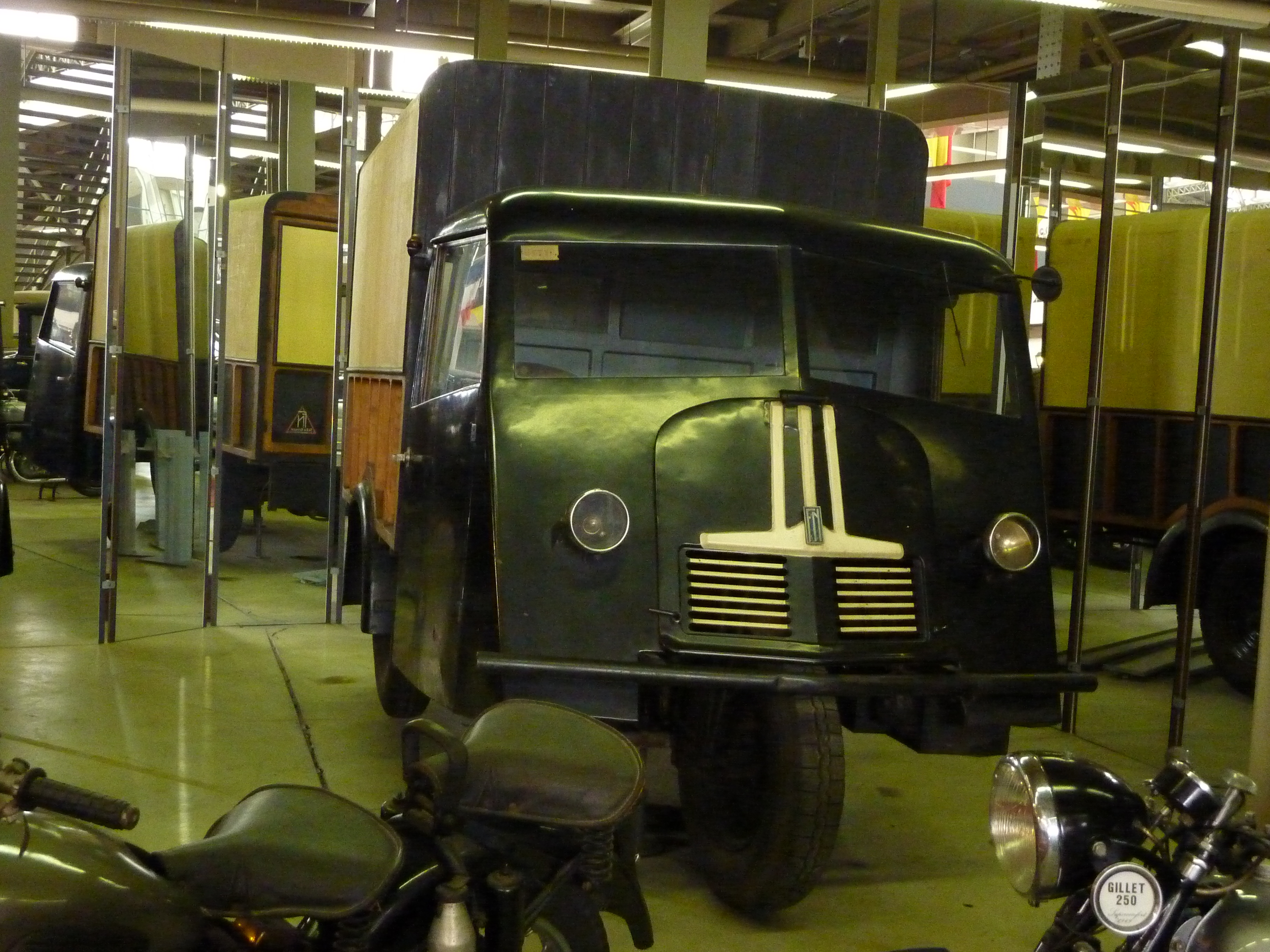
Triporteur FN Tricar 1939.

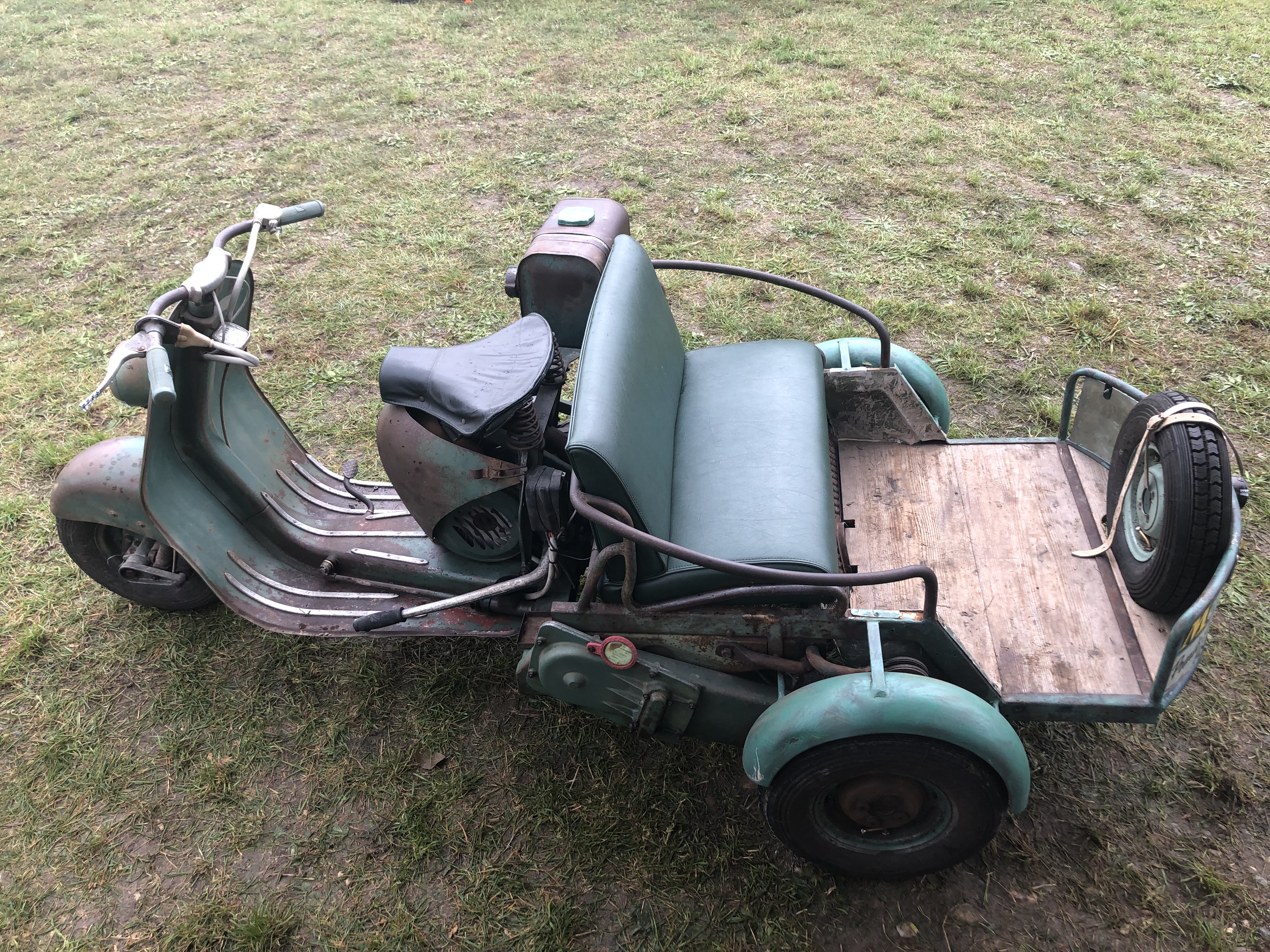
Triporteur Vespa 1954.

Un triporteur est un véhicule à trois roues destiné au transport de marchandises ou de personnes.
Par rapport au biporteur, son équivalent à deux roues, il offre généralement une capacité d'emport beaucoup plus importante, mais il est aussi plus encombrant et moins maniable.
Les triporteurs peuvent être à pédales pour les vélos cargos dérivés de la bicyclette, ou à moteur pour les autorickshaws et les tuk-tuks.
Il existe également des triporteurs à assistance électrique.

## Modèles

### Triporteurs à pédales
- Le modèle européen est composé, à l'avant, d'une caisse en bois ou en métal reposant sur deux roues placées de chaque côté. L'arrière de l'engin correspond à la structure classique d'une bicyclette, c'est-à-dire une selle, un cadre, et un pédalier entraînant la roue arrière via une chaîne. Pour le diriger, le conducteur fait pivoter la caisse autour d'un axe central qui la relie au cadre maintenant la roue arrière.[réf. nécessaire]
- Le modèle asiatique (chinois) a deux roues à l'arrière, qui portent la charge, et un essieu à différentiel entrainé par la chaine. Le conducteur le dirige par le guidon de la roue avant comme un vélo classique.[réf. nécessaire]
- Depuis quelques années[Depuis quand ?], il existe aussi des modèles à assistance électrique qui facilitent le pédalage.[réf. nécessaire]

### Triporteurs à moteur seulement
Les triporteurs mus uniquement par un moteur s'inscrivent dans la lignée du fardier à vapeur de Nicolas Joseph Cugnot, premier véhicule motorisé en Europe et premier triporteur de cette catégorie.
- Les triporteurs motorisés non carénés représentent les modèles les plus simples et abordables, comme le triporteur japonais Daihatsu Tsubasa (série HA et HB) des années 1930[2], à vocation utilitaire ou militaire, ou bien, plus récemment, les triporteurs chinois encore produits aujourd'hui[Quand ?] par des entreprises telles que Lifan.
- Les triporteurs motorisés carénés marquent la transition dans les pays en développement du XXe siècle, souvent après guerre, de l'utilisation des véhicules à deux-roues vers les véhicules motorisés à quatre roues. On peut citer le Piaggio Ape présenté à la Foire Internationale de Milan en 1946 ou encore la Daihatsu Bee de 1951 ou la Daihatsu Midget DK, dont l'étude débute en 1953 au Japon.
- De nos jours, bon nombre de ces trois-roues utilitaires font office de taxi bon marché, avec les autorickshaws en Inde, les tuk-tuks en Asie du Sud-Est et en Amérique latine.

### Canada
Au Canada, les triporteurs désignent des véhicules d'aide à la mobilité motorisés (pour des personnes éprouvant des difficultés physiques à se déplacer). Leur circulation est en augmentation.

## Utilisation
Le triporteur réapparaît aujourd'hui[réf. nécessaire][Quand ?] dans certaines grandes villes européennes, par exemple aux Pays-Bas mais aussi en France (Paris, Lyon, Nice, Tours).
Certaines sociétés de messagerie express[réf. nécessaire] voient dans les triporteurs à pédales ou à assistance électrique un mode de livraison plus écologique et permettant de contourner les problèmes liés à la congestion urbaine (circulation, stationnement, temps d'arrêt réduit, etc.). Les utilisations des triporteurs écologiques sont aujourd'hui diverses et variées : vélo-taxi sur de courtes distances, cyclologistique allant du service de livraison à domicile (courses, fleurs, etc.) au déménagement à vélo, vente ambulante. Certains modèles ont été adaptés pour remplacer l'essieu avant et la caisse par un fauteuil roulant.[réf. nécessaire]
Dans ce cadre, le vélo apparaît de plus en plus comme une solution adaptée pour le transport de marchandises, en particulier sur le dernier kilomètre en ville. Cet usage a donné naissance au mot-valise « vélogistique », construit à partir des mots « vélo » et « logistique ».
Certaines collectivités locales s'intéressent à ce type de véhicule qui s'intègre dans leurs programmes de mobilité douce (balades touristiques, taxi social, bibliothèque ambulante).
La France compte plusieurs fabricants de triporteurs. En Belgique, FN Herstal a fabriqué plusieurs modèles de tri-porteurs dont le FN Tricar, dérivé de la moto FN M12, introduit en 1939 et développé en premier lieu pour l'armée. Après la fin de la Seconde Guerre mondiale, son usage s'est étendu au transport de personnes, avec cinq places disponibles, et de marchandises avec une charge maximale de 550 kg.

## Galerie

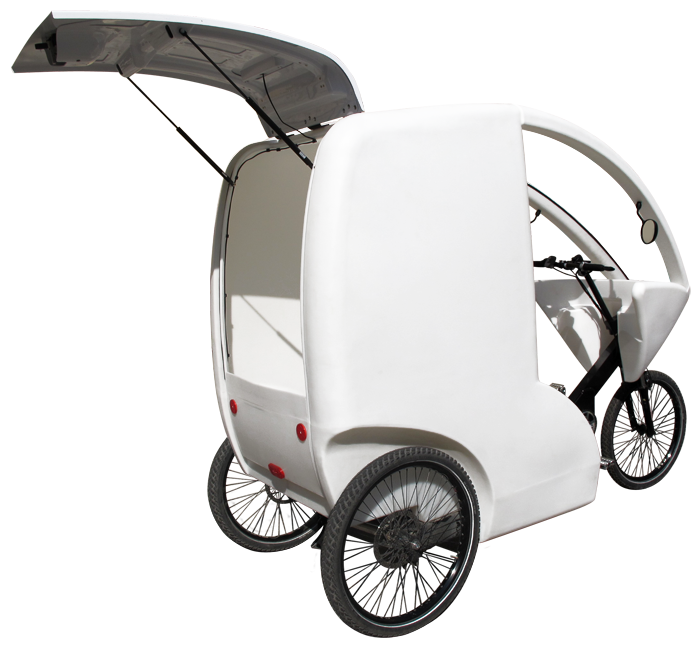
Cyclopolitain CycloCargo pour le transport de marchandises (France).
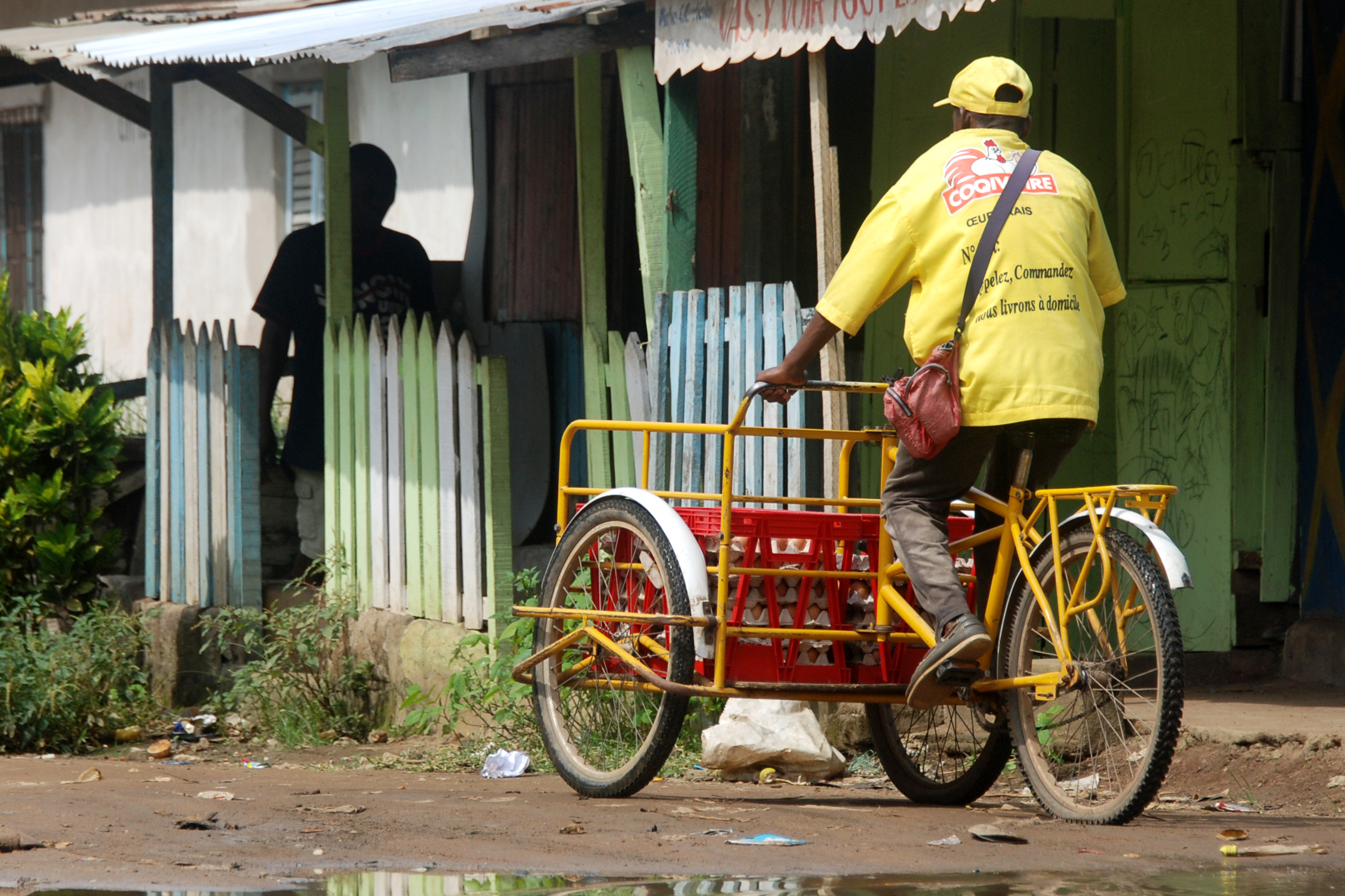
Un triporteur dans une rue d'Abidjan (Côte d'Ivoire).
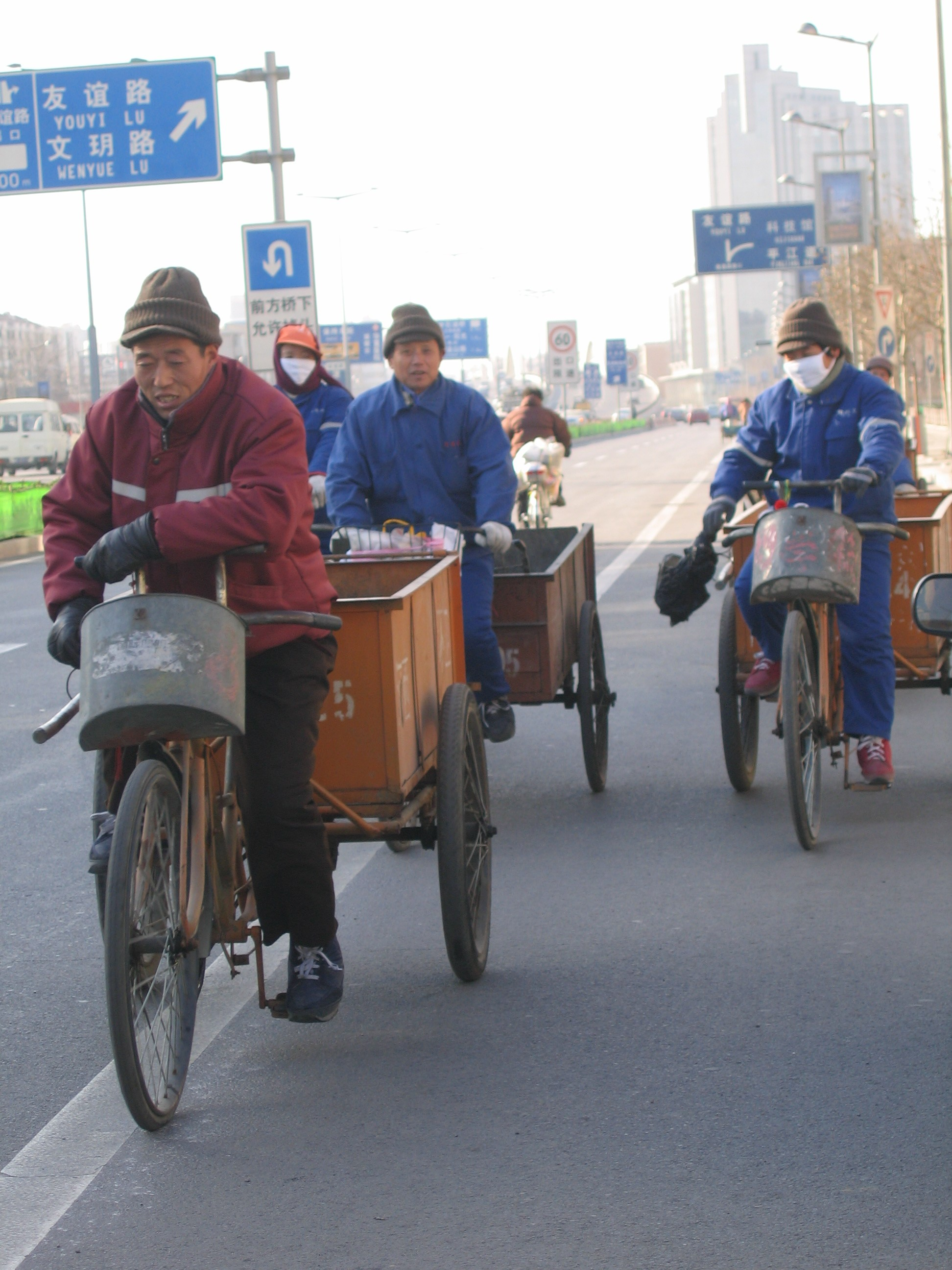
Triporteurs, Tianjin (Chine).
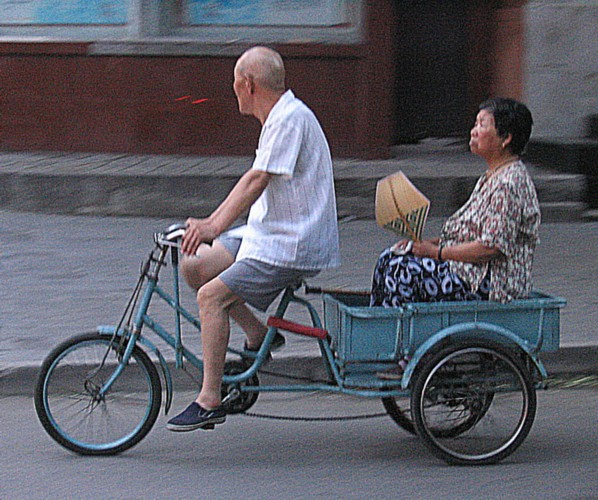
Triporteur, Pékin (Chine).
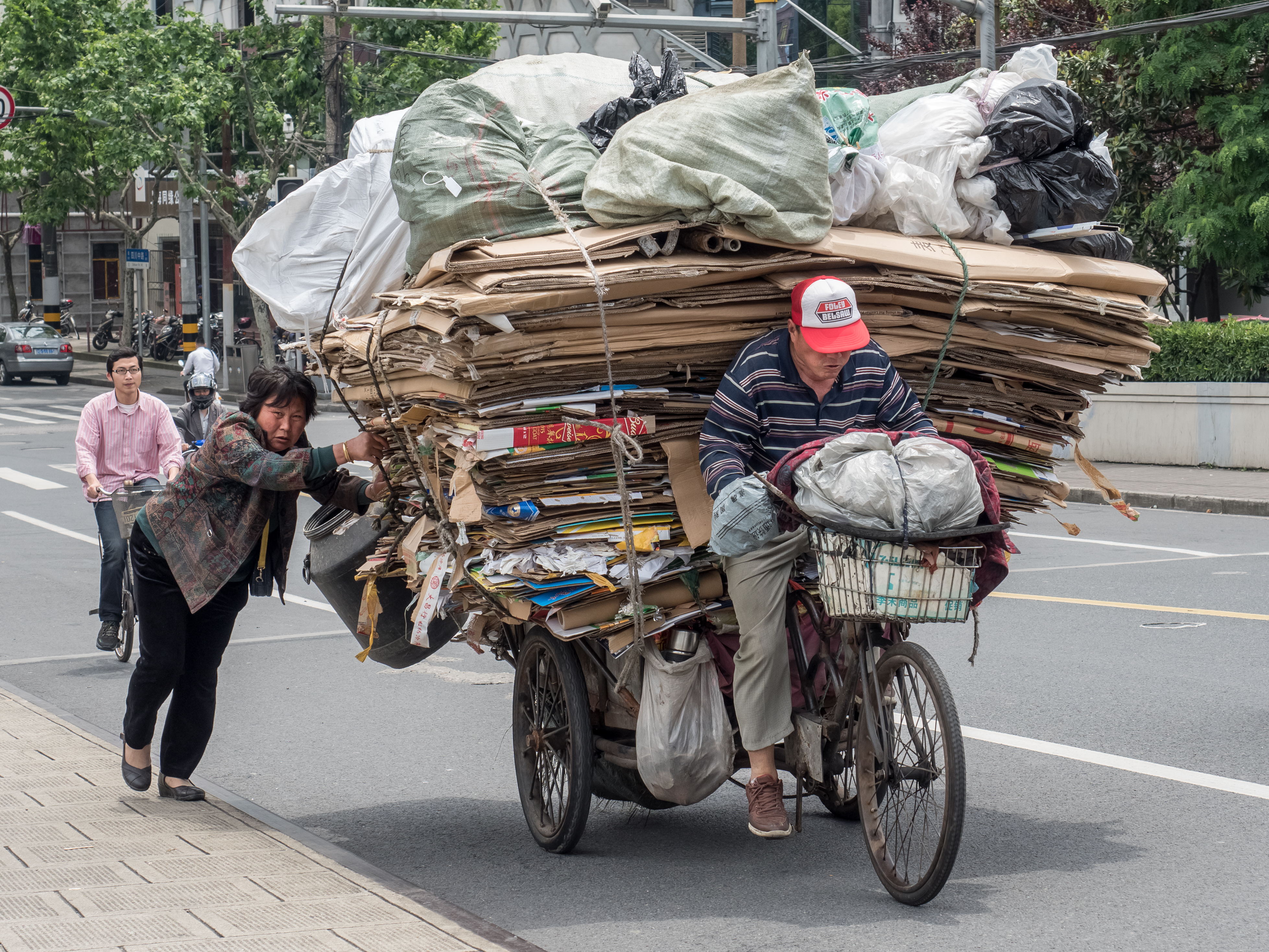
Triporteur à Shanghai (Chine, 2015).
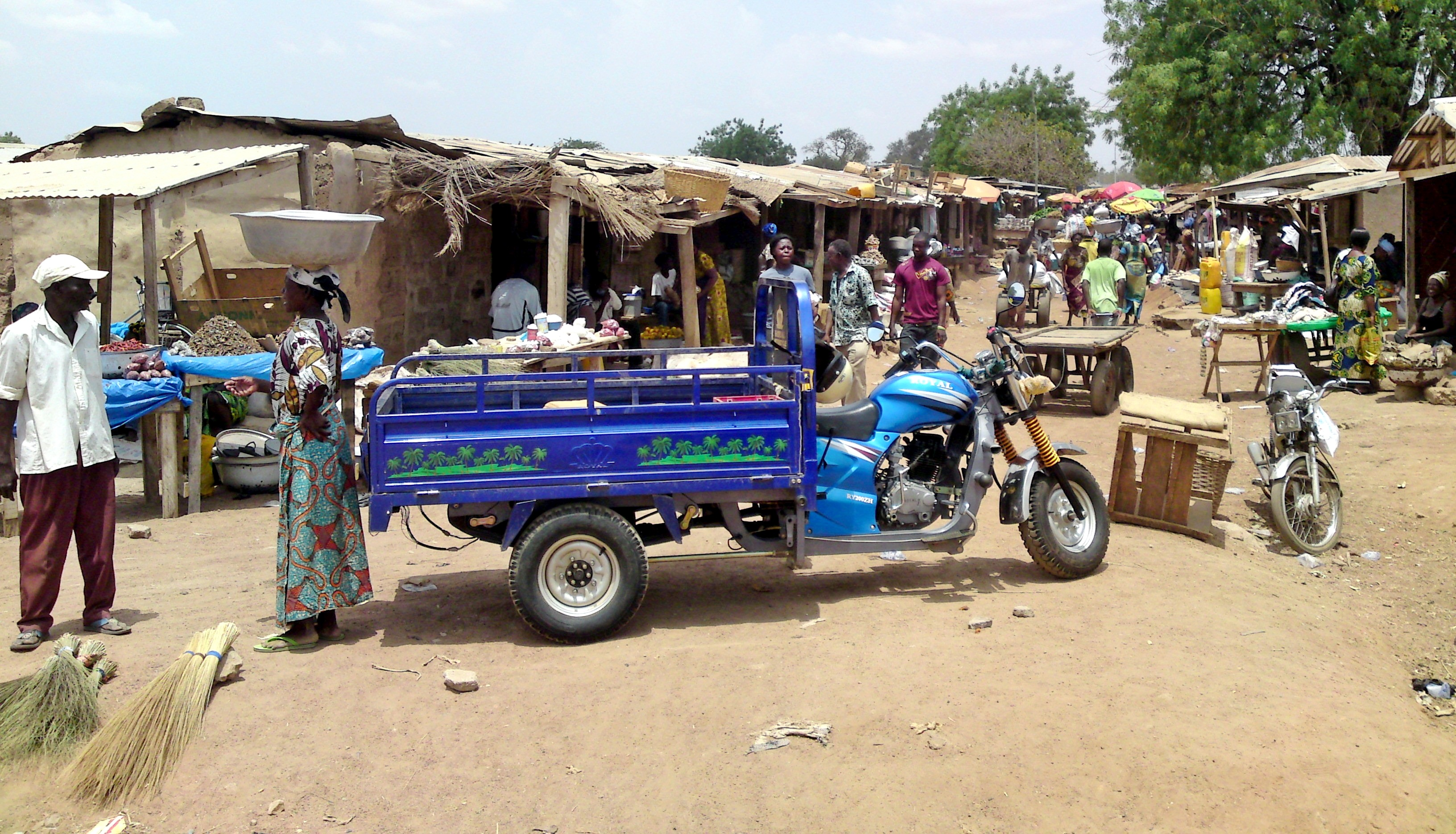
Triporteur Lifan Royal RY200ZH (Ghana, 2013).
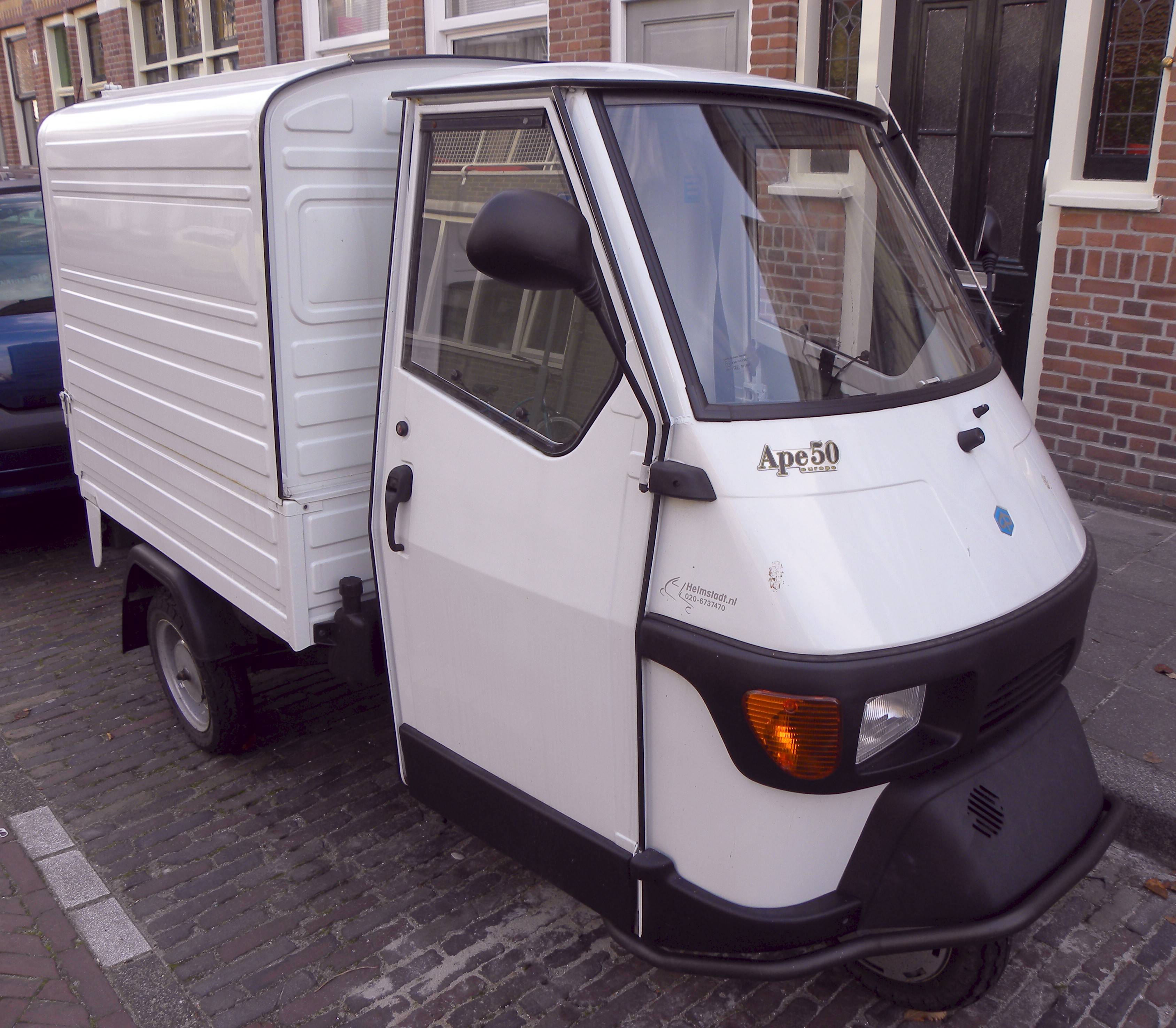
Triporteur Piaggio Ape.
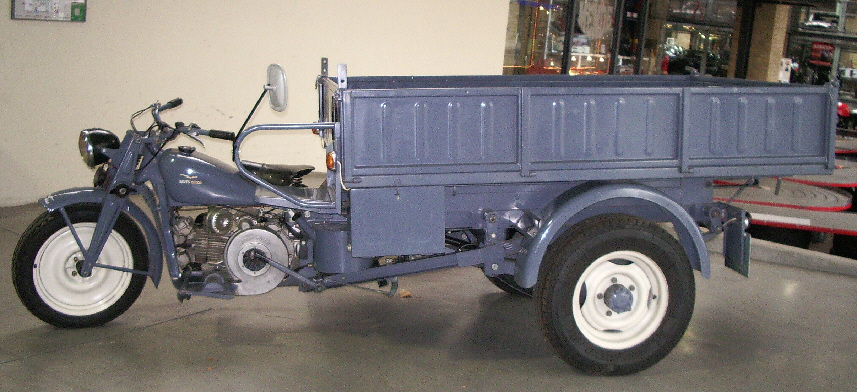
Triporteur Moto Guzzi Ercole 500 (1960).
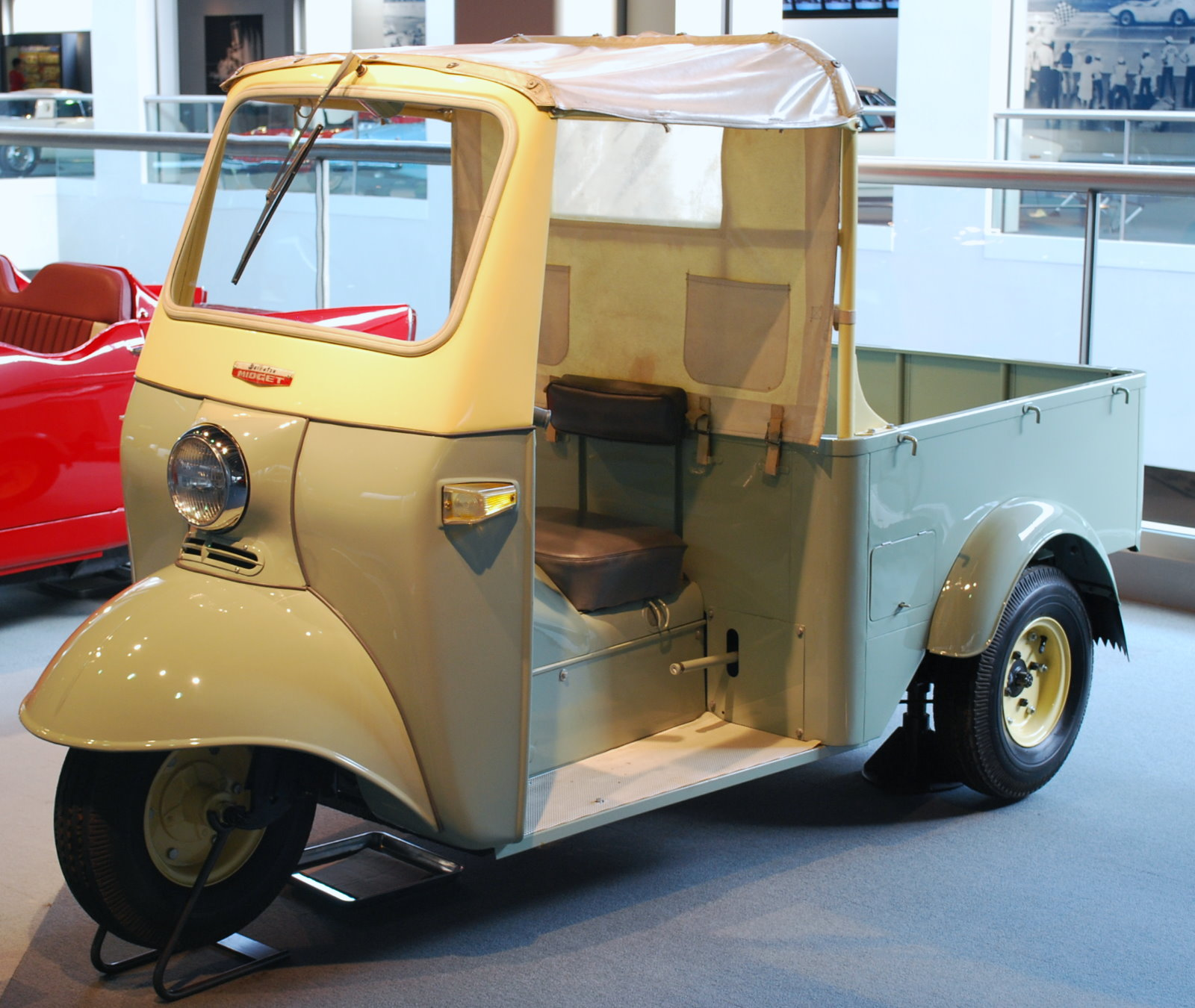
Triporteur Daihatsu Midget 1957.

### Cinéma
- Robinson et le Triporteur, 1960.